# Myroslaw Irtschan

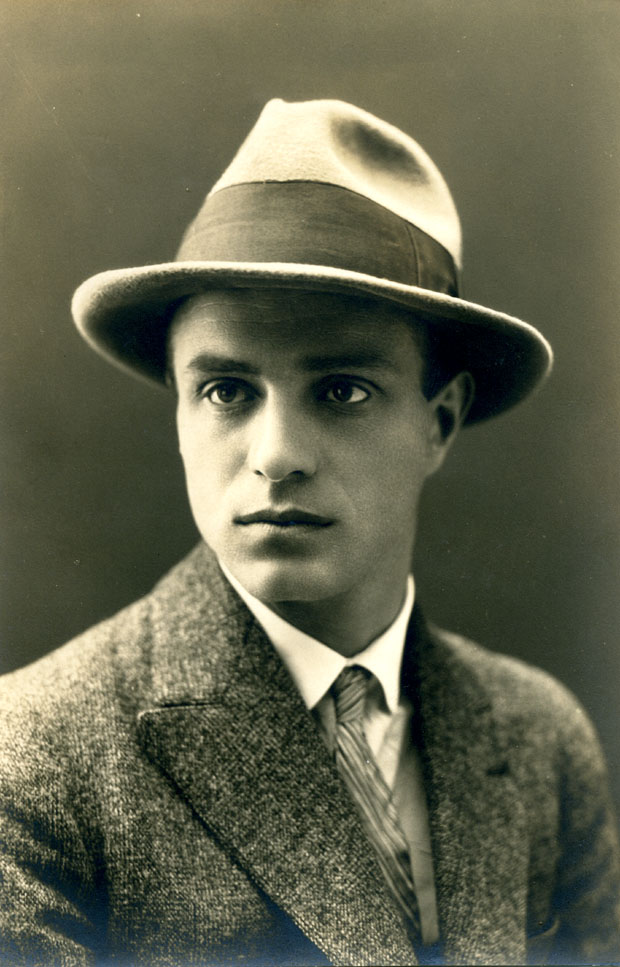
Myroslaw Irtschan 1926

Myroslaw Irtschan (ukrainisch Мирослав Ірчан, Geburtsname Андрій Дмитрович Баб'юк Andrij Dmytrowytsch Babjuk; * 14. Juli 1897 in Pjadyky, Galizien, Österreich-Ungarn; † 3. November 1937 in Sandarmoch, Karelien, Sowjetunion) war ein ukrainischer Lyriker, Prosaist, Dramatiker, Übersetzer, Literaturkritiker, Journalist, Historiker, Verleger und Opfer des Großen Terrors in der Sowjetunion (hingerichtete Wiedergeburt).

## Leben
Myroslaw Irtschan kam als Sohn einer armen Bauernfamilie im galizischen Dorf Pjadyky im heutigen Rajon Kolomyja der ukrainischen Oblast Iwano-Frankiwsk zur Welt.
1914 absolvierte er das Lehrerseminar in Lemberg und trat kurz nach dem Ausbruch des Ersten Weltkriegs den ukrainischen Sitscher Schützen und anschließend der Roten ukrainisch-galizischen Armee bei. Während seiner Zeit als Soldat begann er ausgiebig zu schreiben und seine Werke zu veröffentlichen. 
1920 trat er der KPU bei und 1921 zog er nach Kiew, wo er als Dozent an der Schule der roten Offiziere und als Herausgeber der Zeitschrift „Галицький комуніст“ (Halyzkyj komunist, zu deutsch Galizischer Kommunist) tätig war. 1922/23 setzte er seine Studien an der Karls-Universität in Prag fort und 1923 nahm er eine Einladung nach Kanada an, um in Winnipeg redaktionelle und organisatorische Arbeit für die ukrainische pro-kommunistische Linke zu übernehmen. 1929 zog er von Kanada in die damalige Hauptstadt der sowjetischen Ukraine Charkow, leitete dort die Organisation der westukrainischen kommunistischen Emigrantenschreiber „Західна Україна“ (Sachidna Ukrajina, zu deutsch Westliche Ukraine) und gab bis 1933 deren monatliche, gleichnamige Zeitschrift heraus.
Ende Dezember 1933 verhaftete man ihn auf Grund seiner angeblichen Zugehörigkeit zu einer konterrevolutionären Organisation und verurteilte ihn zu zehn Jahren Arbeitslager auf den Solowezki-Inseln.
Während des Großen Terrors wurde er, anlässlich einer Massenhinrichtung kurz vor dem 20-jährigen Jubiläum der Oktoberrevolution, am 3. November 1937 im Straflager im karelischen Sandarmoch gemeinsam mit Mykola Serow, Walerjan Pidmohylnyj, Les Kurbas und Mykola Kulisch erschossen und dort begraben. Seine Werke durften nicht veröffentlicht werden, und die bereits publizierten wurden aus den Bibliotheken entfernt, bis man ihn 1956 posthum rehabilitierte.

## Werk
Myroslaw Irtschan verfasste etwa zwei Dutzend Prosasammlungen, in denen er sich vorwiegend mit dem Polnisch-Ukrainischen Krieg und den Mühen des ukrainischen Bauernlebens in Galizien und der Neuen Welt befasste.  
Er selbst war Gegenstand einer umfangreichen Sammlung sowjetisch-ukrainischer Literaturwissenschaft, inklusive Monographien, unter anderem einer aus dem Jahr 1958 von Leonid Nowytschenko (Леонід Миколайович Новиченко; 1914–1996) und einer von 1960 vom ukrainisch-kanadischen Schriftsteller Petro Krawtschuk (Петро Ількович Кравчук; 1911–1997). Eine Auswahl seiner Werke wurde 1958 in zwei Bänden in Kiew veröffentlicht.